# Cinkov oksid
Cinkov oksid (ZnO) je najznačajniji spoj cinka i amfoteran je. U prirodi se nalazi kao mineral cinkit u obliku bijelih šesterokutnih ili heksagonskih kristala. Pri sobnoj temperaturi je bijel amorfni prah koji zagrijavanjem povratno (reverzibilno) postaje žut. Cinkov oksid se dobiva izgaranjem cinkovih para u struji zraka ili prženjem cinkova karbonata, a služi kao bijeli pokrivni pigment (cinkovo bjelilo), kao punilo za gume te za izradu flastera, sapuna, pudera i masti. Otapa se u kiselinama i lužinama pa se koristi i za proizvodnju raznih cinkovih soli. 
Cink i njegovi spojevi otrovni su, no bez cinka život nije moguć jer se on nalazi u mnogim enzimima važnima za život. U kemijskim spojevima je cink dvovalentan.

## Dobivanje
Tvornički se dobiva izgaranjem cinkovih para u struji zraka. Laboratorijski se može pripraviti:
1. prženjem cinkova karbonata,
2. suha epruveta se napuni kisikom i u nju se stavi navrh žličice cinkovog praha. Epruveta se zatvori vatom i grije. Zagrijavanjem cinkovog praha u kisiku vrlo brzo se pojavi plamen i nastaje bijeli prah cinkovog oksida, ZnO:

{\displaystyle \mathrm {Zn(s)} +\mathrm {O_{2}(g)} \rightarrow 2\,\mathrm {ZnO(s)} }

## Upotreba
Lako se otapa u kiselinama i lužinama, pa se koristi za proizvodnju raznih cinkovih soli. Koristi se u proizvodnji (automobilskih) guma (pneumatik) kao punilo za gume, građevinskoj industriji, industriji stakla, u proizvodnji sapuna, u medicini za izradu flastera i depilatora, farmaciji u obliku praška temelj je za proizvodnju pudera, krema, masti i pasta koji prvotno služe pri liječenju rana i kožnih bolesti. Otrovan je za niže organizme (plijesni i gljivice) i ima veliku sposobnost apsorpcije ultraljubičastih i rendgenskih zraka. U industriji boja se koristi kao bijela boja (bijeli pigment; takozvano cinkovo bjelilo), s kalijevim bikromatom daje cinkovo žutilo ((3ZnCrO4) x K2Cr2O7), a žaren s kobaltovim(II) oksidom daje Rinmanovo zelenilo.

### Cinkovo bjelilo
Cinkov oksid ZnO je najvažniji tehnički spoj cinka, u prvom redu stoga što služi kao izvanredan bijeli pigment. U prirodi se pojavljuje kao mineral cinkit. Tehnički cinkov oksid je bijeli amorfni prah gustoće 5 600 kg/m3. Ponekad je onečišćen malim udjelom olova, željeza, kadmija ili sumpora, što može utjecati na njegova optička i druga svojstva. Cinkov oksid sublimira na oko 1 800 °C, a počinje isparavati već na 1 000 °C. Zagrijavanjem na temperaturu oko 500 °C oboji se svijetložuto, ali ta boja hlađenjem opet nestane. Ističe se izrazitom apsorpcijom ultraljubičastog zračenja. Netopiv je u vodi i organskim otapalima, ali je amfoternog karaktera, to jest otapa se u kiselinama i lužinama. 
U proizvodnji cinkovog oksida danas se primjenjuju tri postupka. Prema takozvanom francuskom ili indirektnom postupku, koji polazi od metalnog cinka, prevodi se u pare i oksidira, dobiva se vrlo čisti, bijeli cinkov oksid. Taj proizvod, cijenjen kao vrlo kvalitetan bijeli pigment, naziva se cinkovim bjelilom. U takozvanom američkom ili direktnom postupku kao sirovine služe cinkove rude ili njihov prženac, koji se prvo reducira, a zatim se izravno, bez izolacije metalnog cinka, oksidacijom dobiva cinkov oksid. Zbog toga taj proizvod sadrži male količine primjesa i malo je žućkast, pa se ocjenjuje kao pigment nešto slabije kvalitete. 
Neka svojstva proizvedenog cinkovog oksida, na primjer veličina čestica, neka optička ili kristalna svojstva, mogu se mijenjati i poboljšati naknadnom toplinskom obradom. Od cinkova bjelila se zahtijeva da sadrži najmanje 99% ZnO, dok udjel olovnih spojeva (preračunato na PbO) ne smije preći 0,4%. Na tržištu se kvaliteta cinkova bjelila razlikuje po takozvanim pečatnim oznakama, koje pokazuju na različit stupanj čistoće, veličine čestica, na kristalno stanje i tako dalje. Najkvalitetnije je cinkovo bjelilo s bijelim pečatom, zatim sa zlatnim, pa zelenim, dok je proizvod s crvenim pečatom najslabije kvalitete. Cinkov oksid dobiven američkim postupkom svrstava se u proizvod siromašan olovom (do 5,5% PbO) ili u proizvod bogat olovom (više od 5,5% PbO). 
Područje primjene cinkovog oksida vrlo je veliko. U industriji lakova i boja dugo je slovio kao najvažniji bijeli pigment, no u posljednje je vrijeme u tome nadmašen titanijevim dioksidom. Još i danas se mnogo upotrebljava kao pigment za uljene i disperzijske boje zbog sposobnosti stvaranja cinkovih sapuna i neutralizacije kiselih razgradnih produkata iz veziva, zbog apsorpcije štetnog ultraljubičastog zračenja, te zbog svojih fungicidnih svojstava. Najveći je potrošač cinkovog oksida industrija gume (pneumatici), u kojoj se taj spoj upotrebljava za pospješenje vulkanizacije, poboljšanje mehaničkih svojstava, povećanje toplinske vodljivosti gume i za zaštitu od djelovanja ultraljubičastog zračenja. Tako se na primjer cinkov oksid dodaje automobilskim gumama u količini od 3 do 5 %. Valja napomenuti i upotrebu cinkovog oksida u industriji stakla, keramike i emajla, u proizvodnji ljepila (kao punilo), u farmaceutskoj industriji i kozmetici, u tekstilnoj industriji (za smanjenje sjaja tkanina), te u reprodukcijskoj tehnici, u kojoj se primjenjuju njegova poluvodička i fotosenzitivna svojstva.

### Cinkovo bjelilo u slikarstvu
Cinkovo bjelilo je uvedeno u slikarstvo u prvoj polovini 19. stoljeća. Ima sitan i meki prah a moć pokrivanja manju nego olovno bjelilo. Zrači hladno s neznatnim plavičastim odsjajem. S crnom bojom daje plavičasto sivu. Spojen s uljem sporo se suši. Gradi tvrd i krt premaz koji lako popuca posle sušenja. Ne koristi se za podslikavanje i pastuoznije premaze. Boja je svestrano otporna pa se upotrebljava u uljanom slikarstvu, temperi, akvarelu, gvašu i pastelu.